# Яровский сельский совет (Кролевецкий район)
Яровский сельский совет (укр. Яровська сільська рада) — входит в состав
Кролевецкого района
Сумской области
Украины.
Административный центр сельского совета находится в 
с. Яровое
.

## Населённые пункты совета
- с. Яровое
- с. Загоровка